# Alita: Battle Angel
Alita: Battle Angel är en amerikansk cyberpunk-actionfilm från 2019. Filmen är regisserad av Robert Rodríguez, med manus skrivet av James Cameron och Laeta Kalogridis. Den är baserad på Yukito Kishiros manga Gunnmu (skapad 1990) och 1993 års animerade OVA-serie.
Filmen hade premiär i Sverige den 13 februari 2019, utgiven av 20th Century Fox.

## Rollista (i urval)
- Rosa Salazar – Alita
- Christoph Waltz – dr. Dyson Ido
- Jennifer Connelly – Chiren
- Mahershala Ali – Vector
- Ed Skrein – Zapan
- Jackie Earle Haley – Grewishka
- Keean Johnson – Hugo
- Jorge Lendeborg Jr. – Tanji
- Lana Condor – Koyomi
- Idara Victor – sjuksköterska Gerhad
- Jeff Fahey – McTeague
- Eiza González – Nyssiana
- Derek Mears – Romo
- Leonard Wu – Kinuba
- Marko Zaror – Ajakutty
- Rick Yune – master Clive Lee
- Casper Van Dien – Amok
- Michelle Rodriguez – Gelda (okrediterad)
- Jai Courtney – Jashugan (okrediterad)
- Edward Norton – Nova (okrediterad)